# جاك أنطوان
جاك أنطوان (بالفرنسية: Jacques Antoine)‏ هو كاتب سيناريو وصحفي فرنسي، ولد في 14 مارس 1924 في نويي-سور-سين في فرنسا، وتوفي في 14 سبتمبر 2012 في الدائرة الرابعة عشرة في باريس في فرنسا.

## وصلات خارجية
- جاك أنطوان على موقع IMDb (الإنجليزية)
- جاك أنطوان على موقع ألو سيني (الفرنسية)
- جاك أنطوان على موقع أول موفي (الإنجليزية)
- جاك أنطوان على موقع قاعدة بيانات الفيلم (الإنجليزية)
- جاك أنطوان على موقع كينوبويسك (الروسية)